# Río Daj
El río Daj (del ruso: Дах) es un río del krai de Krasnodar y  la república de Adiguesia, en Rusia, afluente por la derecha del Bélaya, tributario del río Kubán.

## Curso
Nace 10 km al este de Ust-Sajrai (44°10′50″N 40°23′53″E / 44.18056, 40.39806). Tiene unos 23 km de longitud y desemboca en el Bélaya a la altura de Dájovskaya (44°14′28″N 40°11′58″E / 44.24111, 40.19944). En su curso pasa por Ust-Sajrai, donde recibe al río Sajrai y al río Shushuk.